# 千田健太
千田健太（1985年8月2日—）是一名日本击剑运动员，毕业于中央大學。他在2012年夏季奥林匹克运动会中，参加了男子团体花剑比赛并获得银牌。他的父亲也是一名击剑选手。